# 網川凛
網川 凛（あみかわ りん、12月18日 - ）は、日本の俳優。所属事務所はエビス大黒舎を経て現在はアデッソ。東京都出身。身長174cm、体重57kg。

## 出演

### 映画
- コーヒー畑（広岡知人監督） - 主演・リョウタ役
- クリスマス・イヴ（雑賀俊郎監督[4][5]） - 殺人鬼リョウ役
- ほとけ（辻仁成監督[6][7]） - キバ役
- GO（行定勲監督） - ヌンチャク男の役
- サムライガール21（及川中監督） - 剣士役
- 惨劇館 夢子（久保山努監督[8][9]） - 久内満役
- バトル・ロワイアルII（深作欣二・深作健太監督）
- 幻影回路・月葬（山口洋輝監督） - 主演・村田誠司役
- グシャノビンヅメ（山口洋輝監督[10][11][12]） - 刑事・御手洗カルスケモフ役
- ココロ、オドル（黒沢清監督）
- イケルシニバナ（TORICO監督） - 狐面の男・偽ピザ屋役
- 陰干し珈琲（吉行良介監督） - 主演・喫茶店のマスター・栗林役
- さよならの夜明け（吉行良介監督[13]）
- パンクと一休さんと芸人さん（吉行良介監督） - 主演・パンクな青年・六太郎役
- 御茶漬海苔の惨劇館（御茶漬海苔監督） - 蜘蛛の妖精・スバン役
- LAV．SYS（ラブ・システム）（手塚眞監督） - 謎の男役
- 悲しみのよろこび（吉行良介監督[14]）
- 7s（藤井道人監督[15][16][17][18][19][20]） - セリ役
- 呪怨 終わりの始まり（落合正幸監督） - 山本伸哉役
- TRASH（権野元監督）
- 青春群青色の夏（田中佑和監督[21][22][23]）
- 野生のなまはげ（新井健市監督） - 佐藤サトシ役
- 少女椿（TORICO監督） - 沢村亮役
- アフターアワーズ（小林達夫監督）
- 世界を変えなかった不確かな罪（奥田裕介監督）

### テレビドラマ
- 恋愛結婚の法則（フジテレビ） - 高校生役
- 多重人格探偵サイコ（三池崇史監督、WOWOW） - 赤ギャング役
- はるちゃん4（東海テレビ制作・フジテレビ系） - 板崎剛役
- 土曜ワイド劇場 おとり捜査官・北見志穂4 - 佐野隆志役
- こちら第三社会部 第1話（TBS） - 二宮和樹役
- 大河ドラマ どうする家康（NHK） - 藤堂高虎 役[24]

### CM
- TDK
- ロート製薬「Zi:flush」
- マクドナルド
- 亀田製菓「柿の種」
- GREE「神獄のヴァルハラゲート」
- 日産自動車　日産リーフ【LEAF】
- 大和アセットマネジメント「ツミレバ～古着屋篇～」（2021年4月～）

### 舞台
- HAPPY END.〜サラバ愛しきハッピーエンド〜 ＠THEATER BRATS (東京サムライガンズ公演)[25]
- 昆虫美学 ＠王子小劇場　(角角ストロガのフ公演)[26]
- In Love With The GUARDIAN．A ＠Sonorium - 主演
- 炉燵物語 ＠中目黒ウッディシアター
- 天国より野蛮

### その他
- Web BReAK POiNT - 主演・SIVA役　山口洋輝監督
- Web　[勝手にしやがれ] [秘密] [アキオ・ブルース]　売野雅勇監督
- Web　[タンとテール] [モダン家具] [前夜祭] [貝殻骨]　夏野芹子監督
- Web FOR YOU　山本和夫監督
- Web　圏外　三上幸四郎監督
- Web　戻れぬ橋　清水啓太郎監督
- Web Present　網川凛脚本・演出
- Web　ネット探偵 彩庭アイ子　宮坂武志監督
- MV　KOBASOLO「SHINOBIZM」YouTubespace時代劇with東映太秦映画村 - ハンゾウ役[27]
- スチール　ASICS
- スチール　野村不動産「シェアオフィス H¹T（エイチワンティー）」